# Nakajima D3N
Il Nakajima D3N, indicato inizialmente dal costruttore come 十一試艦上爆撃機? e citato nelle fonti in lingua inglese anche come Experimental 11-Shi Carrier Bomber e  Nakajima DB, fu un bombardiere in picchiata imbarcato monomotore monoplano ad ala bassa sviluppato dall'azienda aeronautica giapponese Nakajima Hikōki KK nei tardi anni trenta del XX secolo e rimasto allo stadio di prototipo.
Destinato a equipaggiare i reparti di bombardamento a tuffo della Dai-Nippon Teikoku Kaigun Kōkū Hombu, la componente aerea della Marina imperiale giapponese, come dotazione delle prime portaerei della flotta, non entrò mai in servizio, scartato a favore del concorrente Aichi D3A.

## Storia del progetto
Nella prima metà degli anni trenta del XX secolo, nell'ambito del rinnovamento del proprio parco velivoli per adeguarlo alle nuove tecnologie e alle prestazioni dei potenziali avversari, la Marina imperiale giapponese emise le specifiche 11-Shi per la realizzazione di un bombardiere in picchiata monoplano destinato a sostituire l'ormai sorpassato D1A con configurazione alare biplana, imbarcato nelle portaerei. Tra le specifiche richieste vi era la necessità che il nuovo modello fosse un progetto solido per l'uso pratico, equipaggiato con una versione migliorata del radiale Nakajima Hikari Tipo I che già motorizzava il D1A2, e che raggiungesse la velocità di 440 km/h (240 kn). Al bando di concorso parteciparono Aichi Kōkūki KK, Nakajima Hikōki KK e Mitsubishi, e dopo la preliminare visione dei progetti e che la terza azienda declinò l'invito nel 1934 venne emanata la richiesta alle prime due di presentare due prototipi ciascuna da poter valutare in prove di comparazione preliminari.
L'ufficio tecnico della Nakajima decise di sviluppare un modello di costruzione interamente metallica, monoplano ad ala bassa. L'aspetto del velivolo era simile a quello presentato dall'Aichi (AM-17), tuttavia introduceva una sostanziale differenza nel carrello d'atterraggio, di tipo biciclo retrattile, al contrario della più tradizionale soluzione a carrello fisso scelto dalla concorrenza.. Questo tipo di soluzione tecnica fu la prima del suo genere in Giappone, in cui le ruote venivano ruotate di 90° e ritratte all'indietro, così come avveniva ad esempio nello statunitense Curtiss P-36 Hawk. Il carrello d'atterraggio principale doveva anche essere abbassato e utilizzato come aerofreno durante la discesa in picchiata, tuttavia durante le prove di volo questo sistema si rivelò insufficiente per la decelerazione durante la manovra in picchiata, per cui vennero successivamente aggiunti degli aerofreni a fori sottili nella parte inferiore delle ali.
Il prototipo 1 fu completato nel marzo 1938, oltre alla data di consegna indicata dalla Marina, al contrario del prototipo Aichi già a disposizione delle valutazioni dal precedente gennaio, venne tuttavia consegnato e le iniziali deludenti prestazioni offerte dal modello concorrente consentirono all'azienda di sperare nella commessa finale. Nel 1939 (Shōwa 14) furono completati anche il prototipo 2, che fu incluso nell'esame, e il terzo velivolo. Benché il progetto Nakajima introducesse soluzioni tecniche per l'epoca all'avanguardia e nonostante le sue prestazioni, valutate soddisfacenti, in termini di velocità e operatività la proposta dell'Aichi si rivelò superiore, per cui al termine delle prove comparative, nel dicembre 1939, fu respinto a favore dell'AM-17 che assunse la designazione ufficiale D3A1.

## Impiego operativo
Il secondo prototipo fu restituito alla Nakajima che lo utilizzò come banco di prova volante, contribuendo allo sviluppo dei motori Nakajima Sakae e Homare, rimanendo in uso fino al 1945.

## Utilizzatori
Giappone
- Dai-Nippon Teikoku Kaigun Kōkū Hombu